# Nick Perkins
Nick Perkins (Saginaw, Míchigan, 15 de octubre de 1996) es un baloncestista estadounidense que pertenece a la plantilla del TSG GhostHawks de la T1 League taiwanesa. Con 2,03 metros de estatura, juega en la posición de ala-pívot.

## Trayectoria deportiva
Perkins nació en Saginaw, Míchigan y se crio en Ypsilanti. Jugó cuatro años de baloncesto en la escuela secundaria de Milan High School (Míchigan).

### Universidad
Desde 2015 a 2019 fue jugador de los Buffalo Bulls en la Universidad de Búfalo. Como estudiante de primer año en Buffalo, Perkins promedió 7.6 puntos y 4.3 rebotes por partido. En su segunda temporada promedió 12.4 puntos y 6.7 rebotes por partido.  Perkins terminó su carrera universitaria promediando 12.8 puntos y 6.1 rebotes por juego y disparando al 45 por ciento desde el campo. Jugó en el All-Star Game de la NABC Reese y fue nombrado miembro del equipo All-Tournament en el Portsmouth Invitational Tournament.

### Profesional
Tras no ser elegido en el Draft de la NBA de 2019, fue invitado por Los Angeles Lakers a participar en las ligas de verano. El 3 de julio de 2019, Nick Perkins anotó 20 puntos y 11 rebotes en una victoria de la NBA Summer League sobre los Sacramento Kings. A pesar de un buen desempeño en la Liga de Verano de la NBA de 2019, a Nick Perkins no se le ofreció un contrato para el campamento de entrenamiento antes de la pretemporada de la NBA.
El 10 de agosto de 2019, Perkins firmó con el Niigata Albirex BB de la B.League japonesa. El 10 de noviembre, anotó 34 puntos en una victoria en tiempo extra 97-92 sobre los Sunrockers Shibuya. Durante la temporada 2019-20 promedió más de 20 puntos y 9 rebotes por partido en Japón.
El 9 de agosto de 2020, Perkins fichó por el New Basket Brindisi de la Lega Basket Serie A por una temporada. Tras promediar 13,4 puntos y 5,4 rebotes por partido, el 18 de julio de 2021, renovó por una segunda temporada.
Tras tres temporadas en la liga italiana, el 21 de julio de 2023, Perkins firmó con Nagasaki Velca de la B.League japonesa.